# هاميلتون سواريس دي سا
هاميلتون سواريس دي سا (بالبرتغالية: Hamilton Soares de Sá) (مواليد 31 مايو 1991) هو لاعب كرة قدم برازيلي يلعب في مركز المهاجم الصريح.

## الإنجازات

### فردية
- الدوري التايلاندي الممتاز هداف الدوري (1): 2021–22[الإنجليزية]